# خانه حاج حسین کامیابی
خانه حاج حسین کامیابی مربوط به اواخر دوره صفوی است و در اصفهان، خیابان ولیعصر، کوچه باغ جنت، نبش کوچه سراج واقع شده و این اثر در تاریخ ۷ مهر ۱۳۵۴ با شمارهٔ ثبت ۱۱۰۱ به‌عنوان یکی از آثار ملی ایران به ثبت رسیده‌است.